# 安布塞爾湖
安布塞爾湖是坦桑尼亞的湖泊，位於該國東北部潘加尼河盆地，由曼亞拉區負責管轄，長6.3公里、寬5.3公里，面積19平方公里，海拔高度939米。
3°55′59″S 37°15′58″E / 3.933°S 37.266°E